# Crinum humile
Crinum humile là một loài thực vật có hoa trong họ Amaryllidaceae. Loài này được Herb. mô tả khoa học đầu tiên năm 1826.

## Hình ảnh

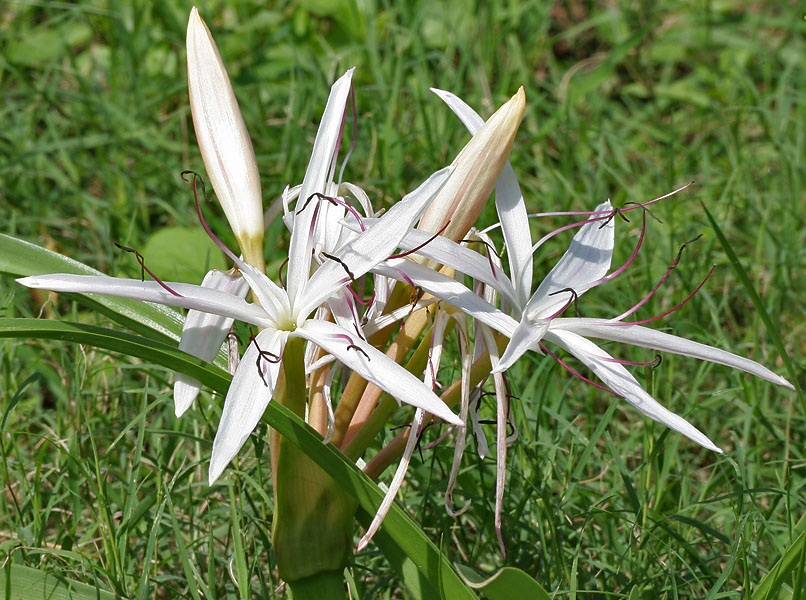
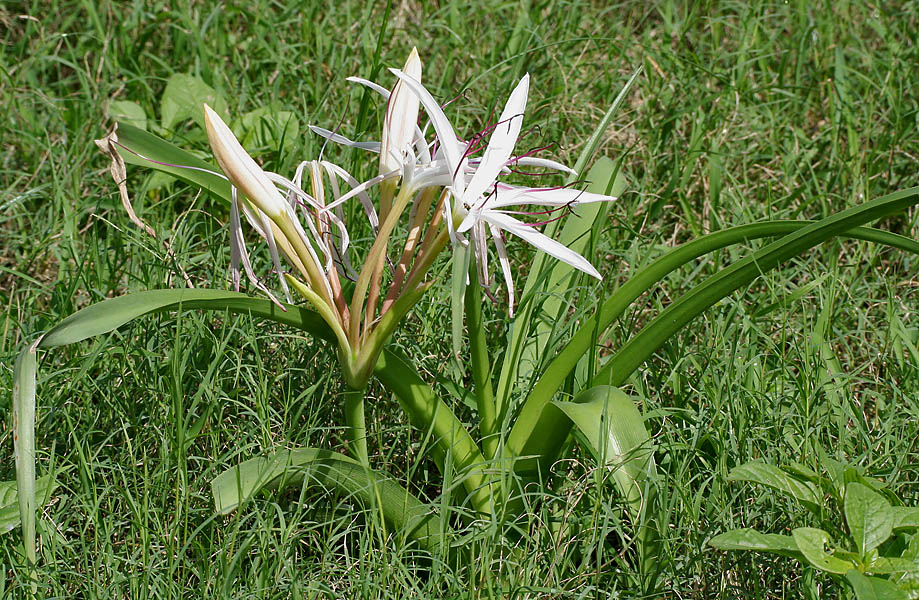